# Salvatierra de Esca
Salvatierra de Esca est une commune d'Espagne dans la communauté autonome d'Aragon, province de Saragosse. Elle regroupe les villages de Salvatierra de Esca et Lorbes.

## Géographie
Le territoire de la commune se situe dans le massif montagneux des Pyrénées :
| \| Salvatierra de Esca \| Géolocalisation sur la carte des Pyrénées |
| Salvatierra de Esca                                                 |

Administrativement la localité se trouve au nord de l'Aragon dans la comarque de Jacetania.

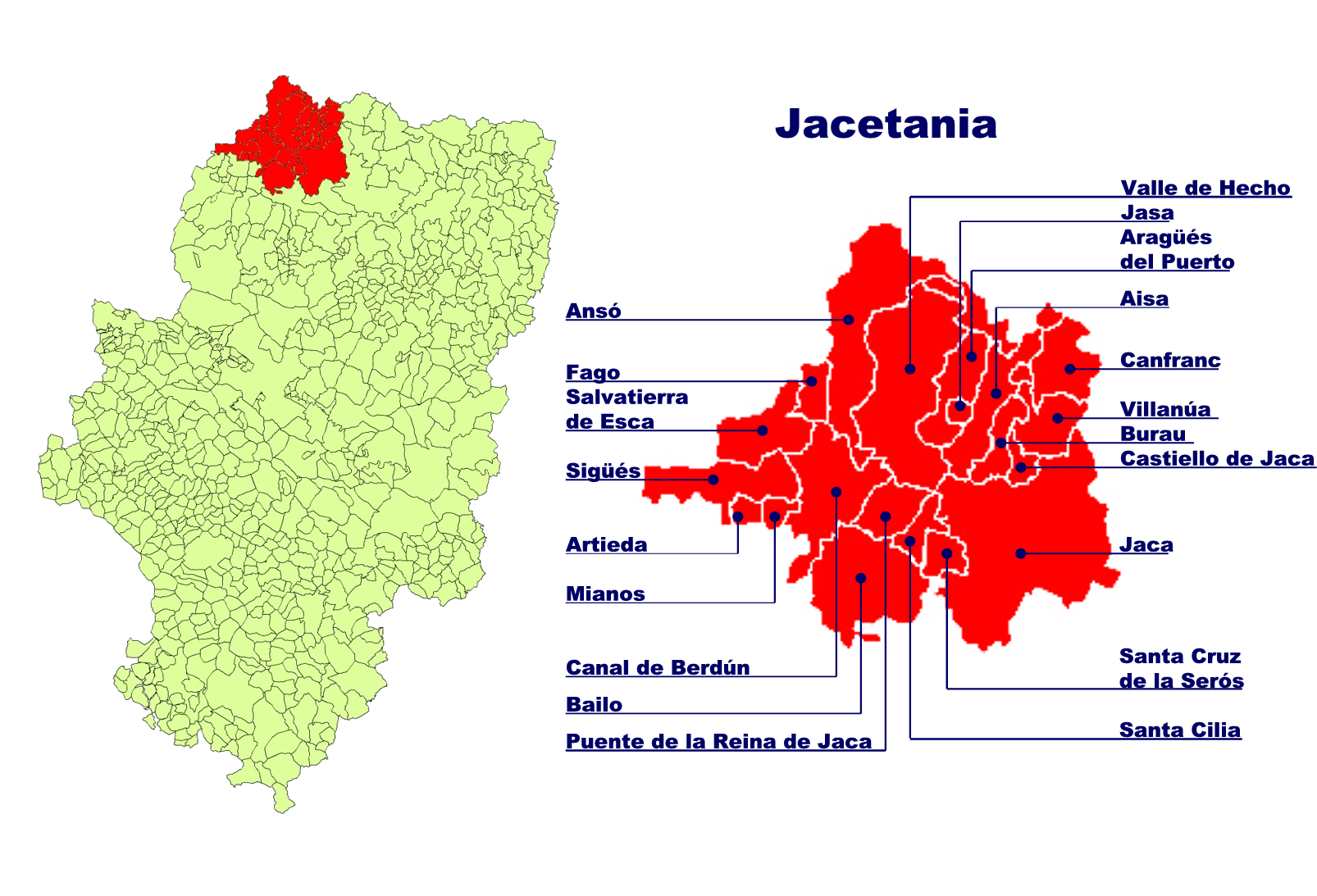
Territoire des communes en la comarque de la Jacetania (zone rouge, reste de l'Aragon en vert clair)

Localités limitrophes : À compléter

## Administration
| Période | Période | Identité                    | Étiquette | Qualité |
| ------- | ------- | --------------------------- | --------- | ------- |
| 1979    | 1983    |                             |           |         |
| 1983    | 1987    |                             |           |         |
| 1987    | 1991    |                             |           |         |
| 1991    | 1995    |                             |           |         |
| 1995    | 1999    |                             |           |         |
| 1999    | 2003    |                             |           |         |
| 2003    | 2007    |                             |           |         |
| 2007    | 2011    | José Manuel Samitier Hualde | PAR       |         |

## Démographie
| Évolution démographique | Évolution démographique | Évolution démographique | Évolution démographique | Évolution démographique | Évolution démographique | Évolution démographique | Évolution démographique | Évolution démographique | Évolution démographique | Évolution démographique | Évolution démographique | Évolution démographique | Évolution démographique | Évolution démographique | Évolution démographique | Évolution démographique | Évolution démographique |
| 1842                    | 1857                    | 1860                    | 1877                    | 1887                    | 1897                    | 1900                    | 1910                    | 1920                    | 1930                    | 1940                    | 1950                    | 1960                    | 1970                    | 1981                    | 1991                    | 2001                    | 2007                    |
| ----------------------- | ----------------------- | ----------------------- | ----------------------- | ----------------------- | ----------------------- | ----------------------- | ----------------------- | ----------------------- | ----------------------- | ----------------------- | ----------------------- | ----------------------- | ----------------------- | ----------------------- | ----------------------- | ----------------------- | ----------------------- |
| 733                     | ..                      | ..                      | 994                     | 1096                    | 978                     | 985                     | 891                     | 929                     | 957                     | 928                     | 804                     | 698                     | 504                     | 377                     | 324                     | 269                     | 249                     |